# Raúl Angulo
Raúl Eduardo Angulo Muñoz (* 29. November 1937 in Santiago de Chile) ist ein ehemaliger chilenischer Fußballspieler. Der Abwehrspieler absolvierte zehn Länderspiele für Chile und wurde zwei Mal chilenischer Meister.

## Karriere

### Verein
Raúl Angulo, auch Flaco genannt, begann in seinem Stadtteil Quinta Normal mit dem Fußballspielen. Erst im Alter von 25 Jahren wurde der Defensivakteur, der für den CF Universidad de Chile, Trasandino, den CD Palestino, Unión Española und seine letzten beiden Karrierejahre bei CD O’Higgins auflief, Profi. Sein größter Erfolg war mit Unión Española der Gewinn der Meisterschaft 1973. Auch wenn er zuvor schon mit CF Universidad de Chile den Ligatitel 1962 gewonnen hatte, konnte der Verteidiger 1973 als Stammelfspieler die Meisterschaft feiern.

### Nationalmannschaft
Raúl Angulo debütierte im Oktober 1968 für Chile unter Trainer Salvador Nocetti beim Freundschaftsspiel gegen Mexiko. Beim 3:1-Erfolg wurde der Verteidiger für Alberto Quintano eingewechselt. Er spielte in weiteren Freundschaftsspiel und -turnieren. Sein letztes Länderspiel bestritt Angulo erneut bei einem Freundschaftsspiel gegen Mexiko. Die 0:2-Niederlage im August 1972 war das zehnte Länderspiel für den Defensivakteur.

## Erfolge
Universidad de Chile
- Primera División: 1962

Unión Española
- Primera División: 1973